# Süntelstein

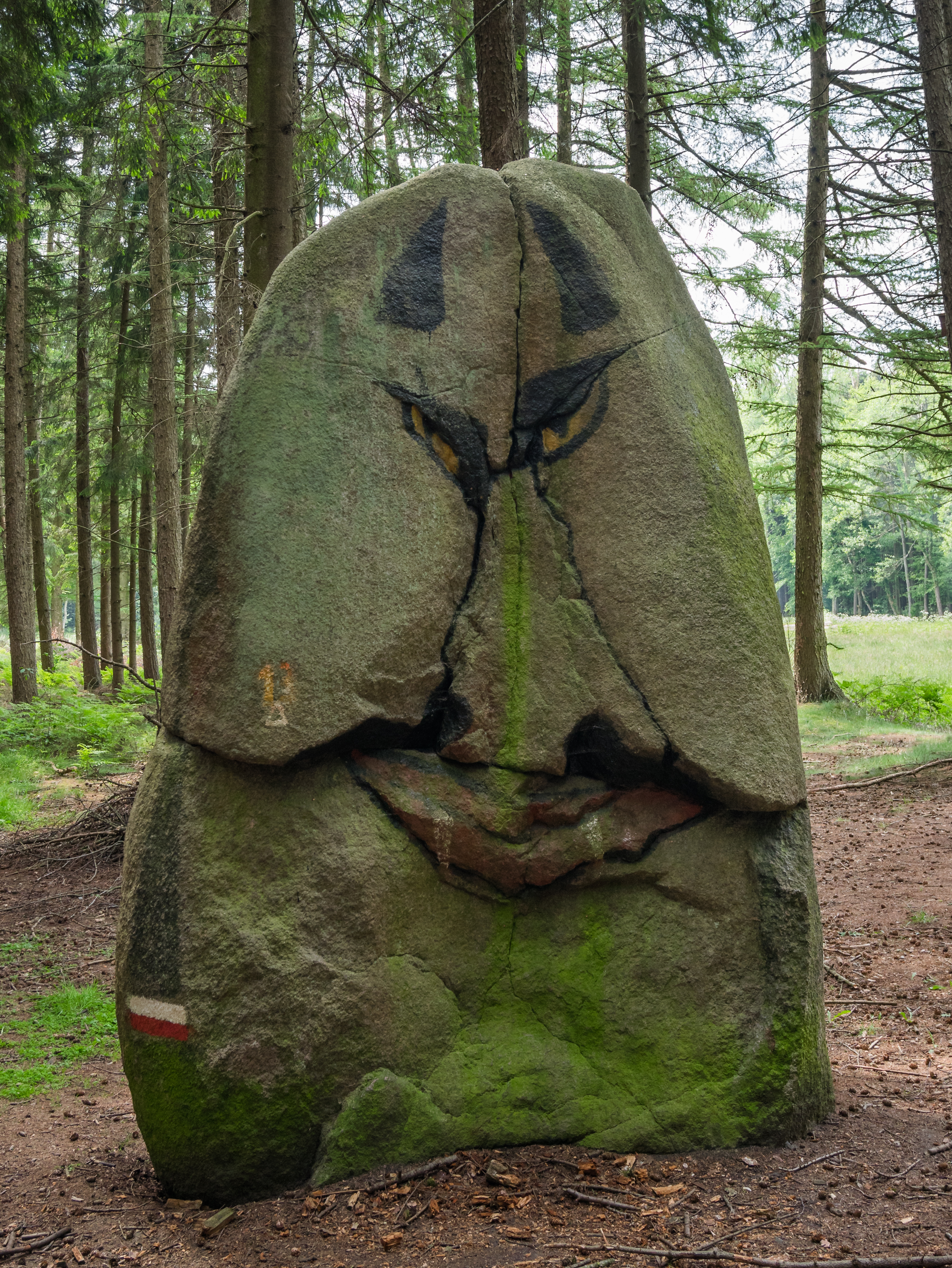
Nordseite des Süntelsteins

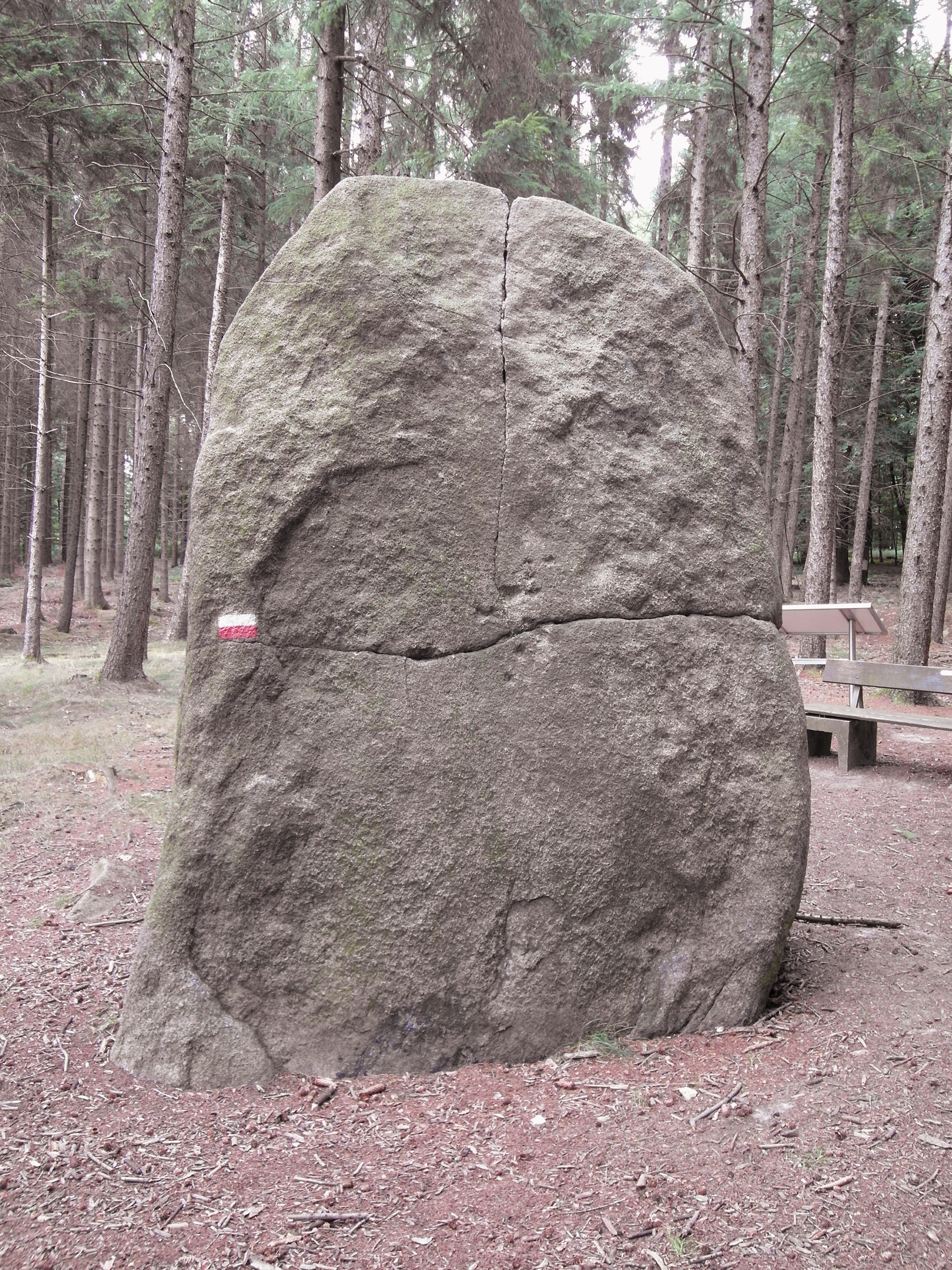
Südseite des Süntelsteins

Der Süntelstein (auch Teufels- oder Sonnenstein genannt) ist ein Menhir auf einer kleinen Lichtung der Steenshöhe/Wiehengebirge im Belmer Ortsteil Vehrte (Osnabrücker Land) in Niedersachsen. Der Name Süntel bezieht sich heute lediglich auf einen östlich gelegenen Höhenzug in Niedersachsen, wurde früher aber anscheinend für die gesamte Gebirgskette Wiehengebirge, Wesergebirge und Süntel verwendet – so läge der Süntelstein im westlichen Teil des Süntel.
Der etwa 3,7 m hohe, 2,6 m breite und 1,7 m dicke Findling ist oben abgerundet und hat eine nach Süden gerichtete flache Seite. Die Nordseite ist gewölbt und zeigt im unteren Bereich Ausbrüche. Ein Riss geht auf halber Höhe quer durch die Mitte des Steins, ein weiterer Riss reicht von oben bis zu diesem Querriss. Auf einer Seite befindet sich eine Bemalung aus jüngerer Zeit (siehe auch Menhir von Chantecoq) in Form einer Teufelsfratze, die sich an die Konturen und Risse des Steins anlehnt.
Der Süntelstein wurde mit dem Geschiebe vor fast 200.000 Jahren als Gletscherablagerung in der Mittleren Saaleeiszeit von Skandinavien ins Osnabrücker Land transportiert.
Der längliche Stein befindet sich in einer aufrechten Position, daher muss er von Menschen aufgerichtet worden sein. Es besteht die Vermutung, dass er in den Bereich jungsteinzeitlicher Menhire gehört, die in der Umgebung von Großsteingräbern im Osnabrücker Land (Hekeser Steine) angetroffen werden. Ein Indiz dafür ist ein in der Nähe befindlicher Wall, und in einer historischen Quelle von 1848 wird ein Kranz kleinerer Steine erwähnt, der den Süntelstein umgab. Der Granit ist unter dem grünen Algenbewuchs und den Ablagerungskrusten dunkelrot.
Der Granitfindling wird seit dem frühen 19. Jahrhundert in wissenschaftlicher und heimatkundlicher Literatur behandelt, ohne dass archäologische Grabungen stattfanden. Der Süntelstein fand auch Eingang in die Literatur durch die Brüder Grimm:
„Bei Osnabrück liegt ein uralter Stein, dreizehn Fuß aus der Erde ragend, von dem die Bauern sagen, der Teufel hätte ihn durch die Luft geführt und fallen lassen. Sie zeigen auch die Stelle daran, in welcher die Kette gesessen, woran er ihn gehalten, nennen ihn den Süntelstein.“

Der Süntelstein ist unter der Nummer ND OS 54 als Naturdenkmal und unter der Nummer 3614/15 als Geotop registriert. Zuständige Behörde ist der Landkreis Osnabrück.